# Erebia flaccilla
Erebia flaccilla är en fjärilsart som beskrevs av Hans Fruhstorfer 1917. Erebia flaccilla ingår i släktet Erebia och familjen praktfjärilar. Inga underarter finns listade i Catalogue of Life.